# Ludvig Johansson (präst)
Karl Ludvig Johansson, född 12 mars 1845 i Habo församling, Skaraborgs län, död 12 maj 1912 i Stora Mellby församling, Älvsborgs län, var en svensk präst och riksdagsman. Hans fosterdotter Anna Rydholm var gift med riksdagsmannen Oskar Lundgren.
Johansson var kyrkoherde i Stora Mellby församling i Skara stift. Han var som riksdagsman ledamot av riksdagens andra kammare, först efter ett fyllnadsval mot slutet av mandatperioden 1900–1902 och därefter under hela mandatperioden 1903–1905.